# Sigurd fostre
Sigurd Tordsson fostre (Sigurðr Þórðarson fóstri) var en isländsk skald som omkring år 1400 författade det parodiska hjältekvädet Skíðaríma.
I några handskrifter kallas han "Einar" i stället för Sigurd, vilket anses vara ett avskrivarfel. Det enda som är känt om Sigurd är att hans far hette Tord (Þórðr) och att han själv var städslad av hövdingen Björn Einarsson Jorsalafare (död 1415) med uppgift att "skämta" tre gånger i veckan, vilket troligen innebar att han skulle underhålla hirden genom att föredra egna och andras kväden. Björn Einarsson var sýslumaðr och ståthållare (hirðstjóri) i Vatnsfjörður.